# Присила Нањанг
Присила Нањанг (енгл. Pricilla Nanyang) је министарка без портфеља у Влади Јужног Судана. На позицију је постављена 10. јула 2011. од стране председника државе и премијера Салве Кира Мајардита. Мандат министра је у трајању од пет година.